# La stella di Laura
La stella di Laura (Lauras Stern) è un film d'animazione, una serie di libri e una serie animata tedesca del 2002, diretto da Piet De Rycker e Thilo Rothkirch.

## Libri
La Stella di Laura nasce come serie di libri scritti da Klaus Baumgart. La storia è quella di una bambina di 7 anni (Laura, per l'appunto) che trova una stella con la quale vivrà molte avventure.
I primi libri furono pubblicati nell'ottobre del 1996.
I libri sono stati pubblicati in 30 nazioni e tradotti in 25 lingue.

## Serie animata

Fotogramma della sigla della serie animata

La serie animata è stata trasmessa a partire dal 22 novembre 2002 sulla rete televisiva tedesca KiKA. È fin qui composta da 52 episodi, in gran parte basati sui libri di Baumgart.
In Italia è trasmessa da Rai Yoyo.

### Personaggi
- Laura: una bambina di sette anni, protagonista della storia.
- Mamma: la madre di Laura.
- Papà: il padre di Laura.
- Tommy: il fratello minore di Laura.

### Secondari
- Sophie: la migliore amica di Laura, una bambina con gli occhiali, le lentiggini e la R moscia.
- Max: un amico di Laura, fratello di Pauline.
- Paul: un altro amico di Laura. Ha la carnagione scura.
- Fabian: altro amico di Laura. Porta gli occhiali e le fa spesso dispetti.
- Pauline: amica di Laura e sorella di Max. In un episodio dove la classe organizza una recita, Laura litiga con lei dato che le tocca fare la strega, poiché voleva essere la stella. Alla fine però Pauline perde un altro dente e decide di fare lei la strega scambiando la parte con Laura.
- Harry: il bullo di quartiere, se la prende sempre con Laura e i suoi amici. Viene spesso chiamato "ciccione" o "Ciccio Bomba" per via del suo fisico massiccio.
- Maestra: l'insegnante dell'asilo di Laura. È molto comprensiva nei confronti dei suoi alunni.

## Film
Il film è uscito nelle sale tedesche il 23 settembre 2004.
Nel 2005 ha vinto il premio del cinema tedesco per il miglior film per bambini.
Nel 2021 ha avuto un remake in live-action

### Trama
Laura è una bambina di 10 anni e vive con la mamma e il papà e il suo fratellino Tommy. Un giorno una stella cade giù dal cielo, Laura la vede e la cura. Quando la stella guarisce, la bambina l'aiuta a ritornare in cielo con un palloncino. Da quel giorno Laura quando combina dei pasticci oppure ha bisogno di un consiglio chiama sempre in suo soccorso la sua amica Stella (così chiamata in tutte le puntate) che la sa sempre aiutare. L'amicizia con Stella è un segreto: nessuno in famiglia, infatti, ne è a conoscenza.